# Teoretična fizika
Teorétična fízika (tudi teoríjska fízika in redkeje teorétska fízika) poskuša razumeti svet z izdelavo modela, ki odslikuje stvarnost in z njim poskuša pojasniti in napovedati fizikalne pojave. V fiziki obstajajo tri vrste teorij: osrednje, predlagane in mejne.
Nekatere fizikalne teorije podpirajo opazovanja, nekatere pa ne. Fizikalna teorija je model fizikalnih dogodkov in se ne da dokazati iz osnovnih aksiomov. Fizikalna teorija se razlikuje od matematičnega izreka. Fizikalne teorije z modelom zaobsežejo stvarnost, njihovi navedki pa odražajo tisto kar izhaja iz opazovanj in zagotavljajo napovedi novih opazovanj.
Fizikalne teorije lahko sprejmejo, če so njihove napovedi natančne. Pri tem lažje sprejmejo enostavnejše fizikalne teorije kot pa obsežnejše. Lažje sprejmejo tudi tiste fizikalne teorije, ki zajamejo več pojavov. Potek preskuševanja fizikalne teorije je del znanstvene metode.

## Osrednje teorije
Osrednje teorije tvorijo osnovo znanja dejanskih in znanstvenih pogledov in vsebujejo običajno znanstveno svojstvo za ponovljivost preskusov, doslednost z obstoječimi dobro dognanimi znanostmi in preskuševanji.
Primeri osrednjih fizikalnih teorij:
Dinamika – elektrika in magnetizem – fizika osnovnih delcev – fizika trdnin – klasična mehanika – kvantna mehanika – kvantna teorija polja – mehanika tekočin – posebna teorija relativnosti – splošna teorija relativnosti – statistična mehanika – standardni model – teorija polja – termodinamika

## Predlagane teorije
Predlagane teorije so sorazmerno nove teorije. Ukvarjajo se s študijem fizike, ki vsebuje znanstvene pristope, načine določitve veljavnosti modelov in novih prijemov za izdelavo teorije. Predlagane teorije vsebujejo vse mejne teorije, ki postajajo vse bolj in bolj uveljavljene in sprejete. Predlagane teorije običajno še niso preskusili.
Primeri predlaganih fizikalnih teorij:
Teorija vsega – teorija velikega poenotenja – M-teorija – zančna kvantna gravitacija – samonastalost

## Mejne teorije
Mejne teorije vsebujejo vsa nova področja znanstveniih prizadevanj, ki še niso uveljavljeni. Lahko vsebujejo tudi spekulativne znanosti. To so fizikalna področja in fizikalne teorije, ki so v soglasju z znanimi dokazi in prinašajo dodatne napovedi v skladu s teorijo.
Nekatere mejne teorije so lahko širše sprejete v fiziki. Nekatere pa tudi zamrejo. Nekatere mejne teorije imajo obliko prvotnih znanosti, druge pa psevdoznanosti. Ponarejanje izvirne teorije včasih vodi do popravljene teorije.
Primeri mejnih fizikalnih teorij:
Hladna fuzija – dinamična teorija gravitacije – svetlobni eter – orgonska energija – obratni sistem teorije – teorija mirujočega stanja

## Vidni teoretični fiziki
Med vidnejše teoretične fizike spadajo:
- Galileo Galilei (1564–1642)
- Christiaan Huygens (1629–1695)
- Isaac Newton (1643–1727)
- Leonhard Euler (1707–1783)
- Joseph Louis Lagrange (1736–1813)
- Pierre-Simon Laplace (1749–1827)
- Joseph Fourier (1768–1830)
- Nicolas Léonard Sadi Carnot (1796–1842)
- William Rowan Hamilton (1805–1865)
- Rudolf Clausius (1822–1888)
- James Clerk Maxwell (1831–1879)
- Josiah Willard Gibbs (1839–1903)
- Ludwig Edward Boltzmann (1844–1906)
- Hendrik Antoon Lorentz (1853–1928)
- Henri Poincaré (1854–1912)
- Nikola Tesla (1856–1943)
- Max Planck (1858–1947)
- Albert Einstein (1879–1955)
- Milutin Milanković (1879–1958)
- Emmy Noether (1882–1935)
- Max Born (1882–1970)
- Niels Bohr (1885–1962)
- Erwin Schrödinger (1887–1961)
- Louis de Broglie (1892–1987)
- Satjendra Nat Bose (1894–1974)
- Wolfgang Ernst Pauli (1900–1958)
- Enrico Fermi (1901–1954)
- Werner Karl Heisenberg (1901–1976)
- Paul Dirac (1902–1984)
- Eugene Paul Wigner (1902–1995)
- Julius Robert Oppenheimer (1904–1967)
- Šiničiro Tomonaga (1906–1979)
- Hideki Jukava (1907–1981)
- John Bardeen (1908–1991)
- Lev Davidovič Landau (1908–1967)
- Anatolij Aleksandrovič Vlasov (1908–1975)
- Nikolaj Nikolajevič Bogoljubov (1909–1992)
- Subrahmanyan Chandrasekhar (1910–1995)
- Richard Phillips Feynman (1918–1988)
- Julian Seymour Schwinger (1918–1994)
- Feza Gursey (1921–1992)
- Chen Ning Yang (1922– )
- Freeman John Dyson (1923–2020)
- Gunnar Källén (1926–1968)
- Abdus Salam (1926–1996)
- Murray Gell-Mann (1929–2019)
- Roger Penrose (1931– )
- George Sudarshan (1931–2018)
- Sheldon Lee Glashow (1932– )
- Thomas Walter Bannerman Kibble (1932–2016)
- Steven Weinberg (1933–2021)
- Gerald Guralnik (1936–2014)
- Sidney Richard Coleman (1937–2007)
- Carl Richard Hagen (1937–)
- Ratko Janev (1939–2019)
- Leonard Susskind (1940– )
- Michael Berry (1941– )
- Bertrand Halperin (1941–)
- Stephen Hawking (1942–2018)
- Aleksander Markovič Poljakov (1945–)
- Gerardus 't Hooft (1946– )
- Jacob David Bekenstein (1947–2015)
- Robert Laughlin (1950–)
- Edward Witten (1951– )
- Savas Dimopoulos (1952– )
- Lee Smolin (1955– )
- Brian Greene (1963– )